# سوپرجام فوتبال ایتالیا ۱۹۸۸
سوپر جام فوتبال ایتالیا ۱۹۸۸ (انگلیسی: 1988 Supercoppa Italiana) اولین دورهٔ مسابقهٔ سوپر جام فوتبال ایتالیا بود که بین قهرمان سری آ و قهرمان جام حذفی فوتبال ایتالیا برگزار شد.
این دیدار در تاریخ ۱۴ ژوئن ۱۹۸۹ برگزار شد و آ.ث. میلان به مقام قهرمانی دست یافت.

## تیم‌ها
- آ.ث. میلان: قهرمان سری آ فصل ۸۸-۱۹۸۷
- سمپدوریا: قهرمان جام حذفی ایتالیا فصل ۸۸-۱۹۸۷